# 小小兵2：格魯的崛起
是一部2022年美國3D電腦動畫喜劇電影，由凱爾·巴爾達執導，布萊恩·林奇和馬修·福格爾共同編劇。該片為2015年電影的續集、「神偷奶爸系列」的第五部作品。主要配音員包括皮爾·柯芬、史提夫·卡爾、泰拉姬·漢森、楊紫瓊、RZA、尚-克勞德·范·達美、露西·勞倫斯、杜夫·朗格、丹尼·崔喬、羅素·布蘭德、茱莉·安德魯絲和亞倫·阿金。
《小小兵2：格魯的崛起》2022年6月13日在安錫國際動畫影展進行全球首映禮，2022年7月1日美國上映。影評家稱讚電影裡的配樂和家庭娛樂價值，但也不乏對劇情設計批評的意見。電影入圍第95屆奧斯卡金像獎最佳動畫片角逐名單，但未進入決選階段。本片還獲得第47屆土星獎的最佳動畫提名。續集預定2026年7月1日上映。

## 劇情
打敗史嘉蕾·殺很大的八年後，允許一眾小小兵為自己工作的格魯某天受到了超級壞蛋組織「壞壞六人組」的面試邀請，組織的新任領袖毒舌姐似乎成功謀殺了創立組織的前任領袖「傳奇戰士」威酷魔王。由於被嘲笑只是一位小孩，為了證明自己有多壞的格魯竟然因而故意偷走「壞壞六人組」擁有的一顆能在農曆新年時將任何人變成十二生肖中其中一種動物的寶石，導致自己被組織追殺。在與凱文（Kevin）、史都華（Stuart）和蘿蔔（Bob）經歷一場驚心動魄的大逃亡後，發現一位小小兵拖拖（Otto）弄丟了寶石的格魯解僱一眾小小兵並獨自前往尋找寶石，卻被還活著的威酷魔王綁架至三藩市，魔王更威脅如果他在48小時內找不到寶石便會殺了他。
拖拖一直追著把寶石拿到手的一位男子，男子最後在死亡谷把寶石還給拖拖並把拖拖帶到三藩市。另一方面，在魔王被手下離棄後，格魯則開始與魔王投契。在格魯從鱷魚的口中救下魔王後，魔王為了協助格魯成為一位壞蛋而向他提出一起打劫萬惡銀行並偷走《蒙娜麗莎》。與此同時，凱文、史都華和蘿蔔在功夫大師周師傅的幫助下學成功夫後闖進了魔王的房子，卻碰上了剛得知魔王還活著的「壞壞六人組」前來追殺，格魯在魔王放棄的情況下只好孤身阻止組織。在唐人街的新年遊行中，遇上對方的格魯和拖拖被與反壞蛋聯盟對峙的「壞壞六人組」捕獲，「壞壞六人組」在午夜的鐘聲響起後利用寶石將自己變成了十二生肖中的動物並綁架了格魯，計劃在鐘樓殺死他以報仇。凱文、史都華和蘿蔔設法尋找格魯，但分別被變成兔子、山羊和公雞。
威酷魔王與小小兵一同對抗毒舌姐，小小兵們受周師傅的教導鼓勵而激起了心中的鬥志，並成功擊敗了多位「壞壞六人組」成員，但魔王在嘗試奪回寶石時被毒舌姐嚴重燒傷。拖拖設法拯救了格魯，格魯立即把「壞壞六人組」盡數變成老鼠。在他們被逮捕後，格魯為魔王偽造了死亡並重新聘請了小小兵們，其後又聘請了他此前在壞蛋博覽會上遇到的奈安內博士，因為博士的一項發明協助他成功偷走了寶石。博士最終在小小兵的懇求下答應，並一起乘坐著格魯的噴射機邁向成為神偷之路。

## 配音員
| 角色                                     | 配音員                                   | 配音員 | 配音員               | 配音員   |
| 角色                                     | 美國                                     | 台灣   | 香港                 | 中国大陆 |
| ---------------------------------------- | ---------------------------------------- | ------ | -------------------- | -------- |
| 格魯（Gru）                                 | 史提夫·卡爾                              | 胡瓜   | 陳仕文               | 高晗     |
| 凱文、史都華、蘿蔔、拖拖和其他小小兵（Kevin, Stuart, Bob, Otto, Minions） | 皮爾·柯芬                                | 原聲   | 原聲                 | 王利军   |
| 威酷魔王（Wild Knuckles）                             | 亞倫·阿金                                | 孫中台 | 周志輝               | 胡连华   |
| 毒舌姐（Belle Bottom）                               | 泰拉姬·漢森                              | 錢欣郁 | 伍潔茵               | 牟珈论   |
| 周師父（Master Chow）                               | 楊紫瓊                                   | 鄭仁君 | 譚淑英               | 纪艳芳   |
| 自行車男子                               | RZA                                      |        | 盧富泰               |          |
| 尚夾哥（Jean Clawed）                               | 尚-克勞德·范·達美                        | 張郭喻 | 李建良               | 孟令军   |
| 雙節棍修女（Nunchuck）                           | 露西·勞倫斯                              | 楊雅淳 | 陳安瑩               | 陈杨     |
| 滑輪追魂手（Svengeance）                           | 杜夫·朗格                                | 蔣次湘 | 黃文偉               | 郭金非   |
| 鐵拳男（Stronghold）                               | 丹尼·崔喬                                | 宋昱璁 | 潘文柏               | 赵鑫     |
| 奈安內博士（Dr. Nefario）                           | 羅素·布蘭德                              | 陳國偉 | 陳旭恆               | 杨波     |
| 瑪琳娜（Marlena）                               | 茱莉·安德魯絲                            | 孫若瑜 | 雷思蘭               | 隋桂凤   |
| 柏金斯先生（Mr. Perkins）                           | 威爾·阿奈特                              | 李英立 | 潘文柏               |          |
| 紀畢谷（Silas Ramsbottom）                               | 史提夫·庫根                              |        | 高翰文               | 赵沐歆   |
| 威龍哥手下                               | 歐陽萬成 凱文·麥可·理查森 約翰·迪·瑪吉歐 |        | 黎景全 賈澤麟 李家輝 |          |
| Guru Rick                                | 麥可・比提                               |        | 盧富泰               |          |
| 生日小孩                                 | 雷蒙德·S·佩爾西                          | 于昊正 | 陳振聲               | 张弛     |
| 探員                                     |                                          |        | 蔡忠衛               |          |

## 製作
2017年1月，宣佈續集將於2020年7月3日上映。凱爾·巴爾達將回歸續集，並與布拉德·阿布勒森共同執導電影，布萊恩·林奇編劇。珍妮特·希利和克里斯·梅勒丹德利製片。2019年5月，宣佈續集標題為《Minions: The Rise of Gru》。2020年2月，宣佈史提夫·卡爾、皮爾·柯芬、羅素·布蘭德和茱莉·安德魯絲回歸聲演各自的角色，而泰拉姬·漢森、楊紫瓊、RZA、尚-克勞德·范·達美、露西·勞倫斯、杜夫·朗格、丹尼·崔喬和亞倫·阿金加盟配音陣容。

## 發行
《小小兵2：格魯的崛起》原定於2020年7月3日由環球影業在美國上映。2020年3月，照明娛樂宣布，由于受2019冠状病毒病疫情影響，製片公司照明麥克古夫暫時關閉，令本片無法如期上映。2020年4月，宣佈本片延期至2021年7月2日在美國上映。2021年3月，宣佈本片再度延期至2022年7月1日在美國上映。

## 迴響

### 評價
《小小兵2：格魯的崛起》整體獲得毀譽參雜的評價，仍以正面為主，爛番茄根據181條專業評論（126條好評，55條差評），獲得70%的新鮮度，平均得分6.1/10，共識評價寫道：「儘管這部續集注入了復古時尚元素，但是小小兵們的滑稽惡作劇開始激化，儘管這場瘋狂的馬拉松式惡作劇仍然會讓孩子們高興。」。在Metacritic上，電影根據41條評論（20條好評，19條褒貶不一，2條差評）獲得56分（滿分100分），代表「褒貶不一或中庸」。觀眾評比的部分，CinemaScore的調查顯示本片和前作《小小兵》獲得同為「A」的分數，PostTrak的民意調查中有87%的觀眾給予本片正面評價，其中71%的觀眾表示願意推薦本片。
Collider的蕾貝卡·蘭德曼（Rebecca Landman）稱讚本片對格魯和新角色的刻畫和劇情節奏，還有幽默的風格，寫道「快節奏、雜耍風格的幽默讓我們笑個不停，儘管我們從來都不知道小小兵自己在說什麼。由於我們立即投入到格魯和他的小小兵之間的關係，這部電影為自己提供了更多與較不發達的反派進行表面接觸的機會。」。《Movie Nation》的羅傑·摩爾（Roger Moore）讚賞本片的動作、歡樂的視覺效果、片中關於70年代流行、搖滾和靈魂音樂的線索、雙關語，稱道「這一切在繽紛的色彩、動作、面無表情的噱頭以及音樂和武術的混亂中交織在一起，這是一部讓你快速奔馳且不想休息的兒童電影。」。《紐約郵報》的強尼·奧萊克辛斯基（Johnny Oleksinski）將這部電影評為3顆星（滿分 4顆星），在影評裡表示「雖然有點過於平淡，但是沒有人能將動畫角色製作得和《小小兵》一樣有趣或討人喜歡（暢銷）」。
《華盛頓郵報》的托馬斯·佛洛伊德（Thomas Floyd）對電影的看法褒貶不一，給本片的評分為2.5顆星（滿分4顆星），稱本片「雖然幽默並沒有讓人厭煩，但令人驚嘆的動作序列確實如此，尤其是當不必要的誇大其詞、舊金山場景的結局到來時。 從視覺上看，這部動感電影有時很有創意，但令人失望的是，它滿足於按數位作畫。」。《衛報》的彼得·布拉德肖給本片的評分為2顆星（滿分5顆星），他在影評文章表示《神偷奶爸》和從未真正達成皮克斯定期達到的鼓舞人心的高度，稱「雖然格魯的角色有點滑稽，但沒有他，小小兵們就不會覺得有趣，也從來沒有令人信服地獲得過衍生主角的地位。 這是另一個知識產權概念，其商標上古怪的聲音和特徵應該被摒棄」。《Little White Lies》的大衛·詹金斯（David Jenkins）對這部電影持負面評價，給本片的評級為1顆星（滿分5顆星），撰文批評「這絕不是可怕的或令人反感的，但它只是一部長期的無聊電影，另一部可能會加入數十億美元票房俱樂部的電影，但沒有一個人可以告訴你它是如何以及為什麼能夠成功通過前門的」。

### 相關事件

#### 青少年穿着西裝觀賞觀影潮（英國、美國和挪威）
《小小兵2：格魯的崛起》上映後，国际版抖音網上開始出現青少年穿著西裝觀賞本片和標記「#Gentleminions」的發文迷因 ，這些青少年團體不僅在觀影期間，錄下他們在電影院裡歡呼鼓掌的場面，還比出格魯的代表性手勢和扔擲物件，影響其他觀影群眾，甚至造成部分電影院被迫退款賠償觀眾。英國的幾家戲院基於這群青少年團體的干擾行為，開始禁止身著西裝的年輕人進去電影院觀看這部電影。美國和挪威也出現相同的現象。

#### 特供版结局（中國）
为了顺利过审，片方在中国版加入特供版结局，反派威酷魔王被判入狱20年后改邪归正，格鲁回归家庭，成为三个女儿的父亲；其他版本的结局为威酷魔王伪造身份骗过当局侦查。修改劇情的舉動，引起中國觀眾嘲諷特殊結局中的宣傳色彩，但也出現部份觀眾表示與其刪減內容或被禁映，寧願讓當局審查者添內容的意見，更甚著有批評特供版結局類似PowerPoint演示文稿的評論。報導此事的《紐約時報》記者蒂芬妮·梅（Tiffany May）稱道：「影片的新結局反映了中國高層官員越來越明顯的道德說教傾向，他們要求演員在表演中傳播『社會主義核心價值觀』。負責審查內容的監管者也試圖遏制對名人的追捧，要求流媒體平台『凈化』網路環境，糾正網紅的『違法失德』行為。」微博上的影評家DuSir更在8月20日發表文章稱「只有我們需要特別的指導和照顧，因為擔心卡通會“腐蝕”我們。」。

#### 《綜藝》年度差片排行榜爭議
2022年12月16日，《綜藝》的影評家歐文·格雷柏曼（英語：Owen Gleiberman）、彼德·德布魯格（英語：Peter Debruge）發佈一篇年度差片排行榜的文章，其中歐文·格雷柏曼將本片、《阿姆斯特丹》、《骨肉的總和》、《燃火的女孩》、《三千年的渴望》列入年度差片名單，彼德·德布魯格的榜上清單則包含《金髮夢露》、《烏龍智慧管家》、《泡泡劇組》、《蜘蛛頭監獄》、《355：諜影特攻》。該篇文章發布後，演員伊利亞·伍德在個人推特引用並批評該篇文章，稱「當一部電影沒有出現在最佳影片名單上時，就可以合理地假設它不那麼受歡迎。這是一種不必要且粗暴的做法。」，甚至引起許多讀者與觀眾響應回覆，指謫影評人的做法「卑鄙和殘忍」。漫畫《蜘蛛人》作者丹·斯洛特（英語：Dan Slott）支持伊利亞的評論，稱「拍電影是一項艱苦的工作。它需要很多人的時間和心血。最糟糕的名單是卑鄙和殘酷的。《綜藝》，這沒有必要。請停止這麼做。」，影視作家派崔克·皮提斯（英語：Patrick Pittis）批評「“最差”名單本質上是卑鄙的，也是不必要的。很像為他們創作和貢獻的影評人。這並沒有為影片增添任何價值，只是對數百名努力使這些電影栩栩如生的創意人員的一種小小的侮辱。」，電影導演漢娜·梅·康明（英語：Hannah May Cumming）則抨擊「將獨立電影放在這個名單上真的很蹩脚」。其他響應者方面，洛杉磯電影攝影師塔拉·維奧萊特（英語：Tara Violet）評論道：「《綜藝》（Variety）的電影名單上的那種『最糟糕的』/仇恨讓我覺得，那些寫了不必要的殘忍/刻薄的電影的人對微預算獨立電影、對我和父親一起拍攝的電影的評論，真的非常努力。」。電影愛好者肖恩·阿布利（英語：Sean Abley）則寫道：「作為一個既拍過電影又寫過評論的人，我可以告訴你，即使是最糟糕的電影，拍出來也要比看電影和寫電影付出100倍的努力。」。
《綜藝》方面，原文章的免責聲明中寫道「當影評人給出負面評價時，我們通常被稱為“刻薄”。如果情況確實如此，那麼我們年度最差電影的名單將是我們所做的最卑鄙的事情。然而，當“卑鄙”這個詞暗示著惡意的時候，我們傾向於認為這種侮辱和謾罵的特殊場合併不是真正針對我們的。事實上，這是關於電影的，它們非常糟糕，以至於它們幾乎要求我們描述它們犯錯的所有方式。如果你認為我們很刻薄，那就這樣吧。我們想認為我們只是準確的。」。

### 票房
| 上一届： 《貓王艾維斯》         | 2022年美國週末票房冠軍 第26週    | 下一届： 《雷神索爾：愛與雷霆》  |
| 上一届： 《壯志凌雲：獨行俠》   | 2022年香港一週票房冠軍 第26週    | 下一届： 《雷神奇俠4：愛與雷霆》 |
| 上一届： 《壯志凌雲：獨行俠》   | 2022年香港週末票房冠軍 第27週    | 下一届： 《雷神奇俠4：愛與雷霆》 |
| 上一届： 《雷神索爾：愛與雷霆》 | 2022年台北週末票房冠軍 第30-31週 | 下一届： 《子彈列車》            |

## 備註
1. 1 2  依照《神偷奶爸系列》上映次序。